# Brachymenium pulchellum
Brachymenium pulchellum är en bladmossart som beskrevs av Hornschuch 1840. Brachymenium pulchellum ingår i släktet Brachymenium och familjen Bryaceae. Inga underarter finns listade i Catalogue of Life.